# Interuniversitair Micro-Electronica Centrum

imec-logo vanaf 2016

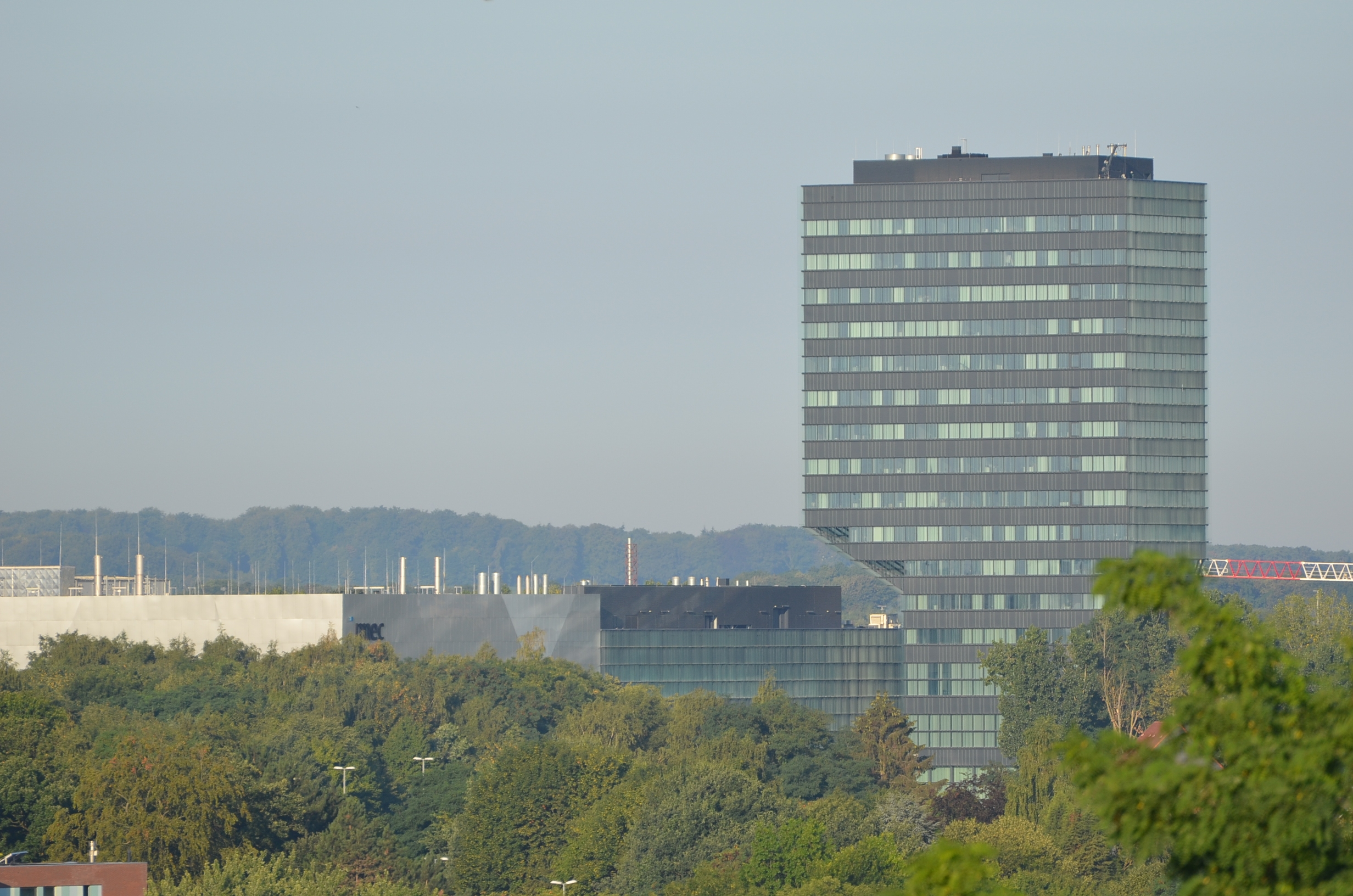
De imec-campus in Leuven

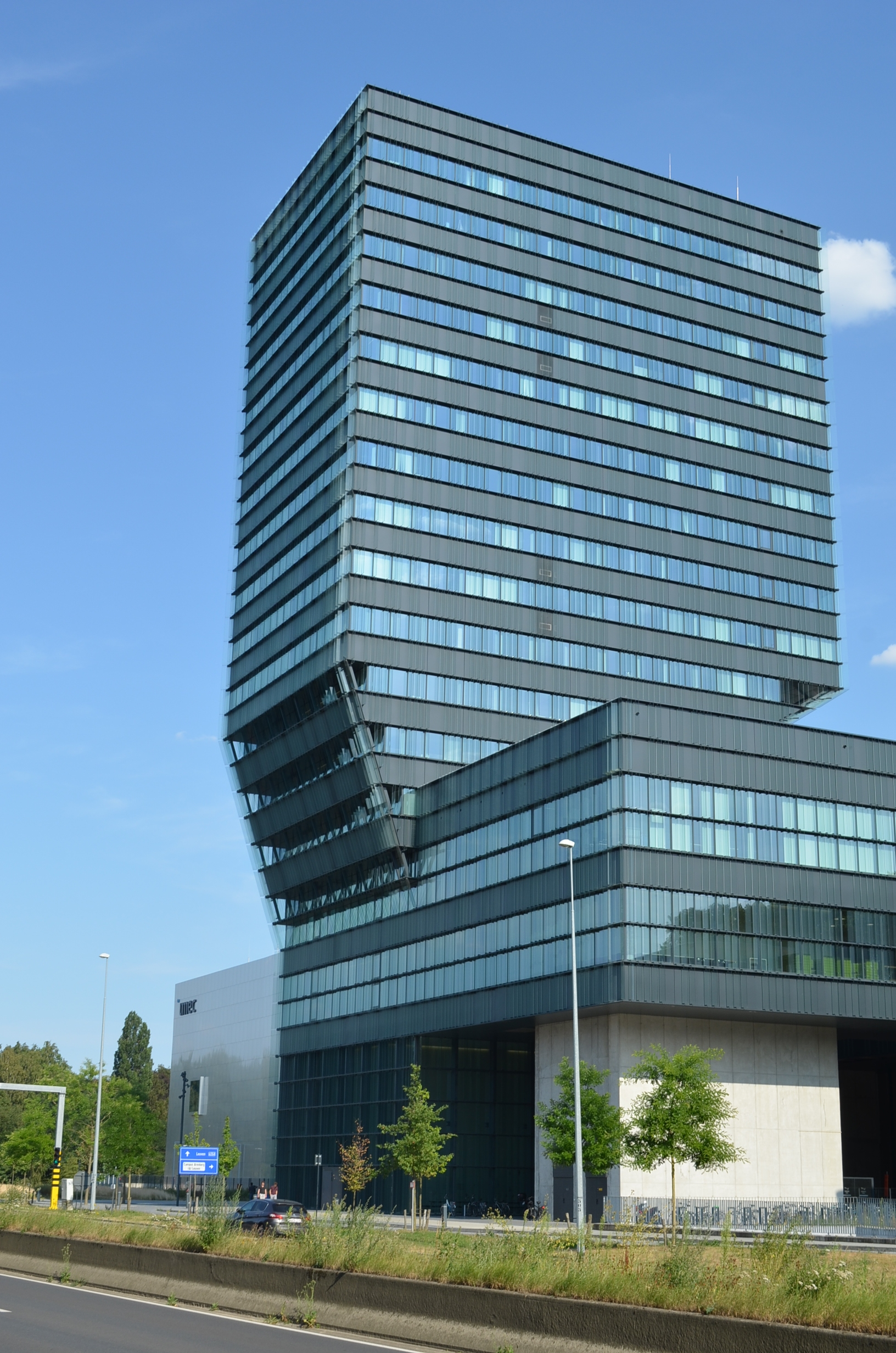
De imec-toren en de imec-campus in Leuven

Interuniversitair Micro-Electronica Centrum VZW (imec) is een onafhankelijk onderzoekscentrum op het gebied van micro-elektronica, nanotechnologie, kunstmatige intelligentie, ontwerpmethodes en technologieën voor ICT-systemen. Imec startte in 1984, als gevolg van een door de eerste Vlaamse regering opgezet programma dat de micro-elektronica-industrie in Vlaanderen wilde versterken. Toen heette het nog Interuniversitair Micro-Elektronica Centrum, afgekort als IMEC. Sinds 2016 wordt de volledige naam niet langer gebruikt, en houdt men het op 'imec'. Het resultaat was een grote investering op de campus van de KU Leuven, maar met deelname van onderzoeksgroepen uit de andere Vlaamse universiteiten. Ondertussen heeft imec wereldwijd onderzoeksovereenkomsten met universiteiten en elektronicabedrijven. Het totale onderzoeksbudget is ruim 332 miljoen euro (in 2013), waarvan een deel (circa 65 miljoen euro) afkomstig is van overheidssubsidies.
De eerste voorzitter en oprichter van imec was prof. dr. ir. Roger Van Overstraeten, die tot aan zijn dood op 25 april 1999 aan het roer stond. Van 1999 tot 2009 was prof. Gilbert Declerck algemeen directeur. Hij werd op 2 juni 2009 opgevolgd door prof. Luc Van den hove.
Er werken ruim 2.000 mensen op de Leuvense campus van imec. Kantoren van imec zijn er ook in Gent, Antwerpen, Genk, het Nederlandse Eindhoven, Hsinchu in Taiwan, Shanghai in de Volksrepubliek China en Bangalore in India, naast vertegenwoordigers in San Francisco, VS en het Japanse Tokio.
In juli 2023 werd tijdens een bezoek van Europees Commissievoorzitter Ursula Von der Leyen bekendgemaakt dat de Europese Unie en Vlaanderen 1,5 miljard euro in het bedrijf gaat investeren. Het is de bedoeling de productiecapaciteit van chips in Europa sterk op te drijven om minder afhankelijk te zijn van Azië.